# Arkansas Lombard
Arkansas Lombard es una variedad cultivar de ciruelo (Prunus munsoniana o "Goose Plums"), de las denominadas ciruelas americanas. Una variedad de ciruela cuyo origen es de plántula encontrada por T. V. Munson en el estado de Arkansas. Las frutas tienen un tamaño pequeño, redondeado, no comprimido, variando a ovadas, mitades ligeramente desiguales, cavidad poco profunda, ensanchada, regular, piel dura, amarga, que se separa fácilmente, con color rojo anaranjado claro, y pulpa de color amarillo anaranjado, con textura algo fibrosa, jugosa, algo tierna y derretida, dulce en la piel pero ácida en el centro, aromática, buena.

## Sinonimia
- "Arkansas Plum".[3][2]

## Historia
'Arkansas Lombard' es una variedad de ciruela que fue presentada y descrita por T. V. Munson en 1881. Se originó en el estado de Arkansas y fue introducida en los circuitos comerciales por el vivero "J. D. Morrow & Sons" de ese estado.
La variedad de ciruela 'Arkansas Lombard' ha sido descrita por : 1. Am. Pom. Soc. Rpt. 162. 1881. 2. Cornell Sta. Bul. 38:60, 86. 1892. 3. Tex. Sta. Bul. 32:478. 1894. 4. Wis. Sta. Bul. 63:27. 1897. 5. Waugh Plum Cult. 192, 194 fig. 1901. 6. Budd-Hansen Am. Hort. Man. 293. 1903. 7. Ia. Hort. Soc. Rpt. 488. 1904.

## Características
'Arkansas Lombard' árbol de tamaño pequeño, aplanado, extendido, de copa densa, simétrico, resistente, productivo, algo propenso a hongos de bala; hojas plegadas hacia arriba, lanceoladas, parecidas a las del melocotón; época de floración tardía y larga, las flores aparecen después de las hojas, en los brotes son de color amarillo cremoso que cambia a blanco a medida que se despliegan,  con un fuerte olor desagradable, nacen en racimos muy densos en brotes laterales y espolones, en grupos de tres o cuatro. La variedad está clasificada por algunos autores entre las que necesitan polinización cruzada para asegurar grandes cosechas.
'Arkansas Lombard' tiene una talla de fruto de tamaño pequeño, de forma redondeadas, variando a ovadas, mitades ligeramente desiguales, cavidad poco profunda, ensanchada, regular, sutura muy superficial o una línea, ápice redondeado o puntiagudo; epidermis tiene piel dura, amarga, que se separa fácilmente, con color rojo anaranjado claro, cubierto de pruina ligera,  puntos dispersos, diminutos, rojizos, conspicuos; Pedúnculo de longitud mediano, calibre muy delgado, glabro, adherido al fruto; pulpa de color amarillo anaranjado, con textura algo fibrosa, jugosa, algo tierna y derretida, dulce en la piel pero ácida en el centro, aromática, buena.
Hueso adherido, tamaño pequeño, ovalado, aplanado y prolongado en la base, con punta afilada en el ápice; sutura ventral aguda, ligeramente estriada; sutura dorsal aguda.
Fruto temprano, temporada muy larga, su tiempo de recogida de cosecha de fruta tardía, período de maduración de duración media.

## Usos
Utilizada en elaboraciones culinarias varias.
Es una de las ciruelas más valiosas del grupo de las P. munsoniana en las que se encuentra encuadrada, siendo inusualmente atractiva en tamaño, color y forma asi como una de las mejores en calidad de su tipo. Su principal defecto es la falta de robustez en el árbol. Si bien no resultaría rentable como ciruela comercial, podría plantarse bien en un huerto comercial en regiones donde se cultivan ciruelas nativas americanas para elaboraciones culinarias. 
Puede valer la pena cultivar 'Arkansas Lombard' como ciruela ornamental por sus atractivos frutos de color anaranjado.